# Vương cung thánh đường San Vitale
Vương cung thánh đường San Vitale là một nhà thờ toạ lạc ở Ravenna, Ý và là một trong những hình mẫu quan trọng nhất của nghệ thuật và kiến trúc Byzantine sơ kỳ ở châu Âu. Giáo hội Công giáo Rôma đã phong nhà thờ này là một "vương cung thánh đường" vào ngày 7 tháng 10 năm 1960. Đây là một danh hiệu tôn vinh đặc biệt mà giáo hoàng dành cho một số nhà thờ hoặc thánh địa xét theo phong cách cổ kính, tầm quan trọng trong lịch sử và ý nghĩa tâm linh đối với Giáo hội, mặc dù nó không mang hình dáng kiến trúc của một vương cung thánh đường như thông thường là mặt bằng hình cây thánh giá mà nó lại là hình bát giác. Đây là một trong tám công trình của Ravenna được ghi tên trong danh sách Di sản Thế giới của UNESCO.

## Lịch sử
Công việc xây dựng nhà thờ được bắt đầu bởi Giám mục Ecclesius năm 526 khi Ravenna vẫn còn nằm dưới sự cai trị của người Ostrogoth và hoàn thành bởi giám mục thứ 27 của Ravenna, Maximianus năm 547 trước khi Trấn Ravenna của Đông La Mã được thành lập.
Việc xây dựng nhà thờ được tài trợ bởi một thương gia và kiến trúc sư người La Mã tên là Julius Argentarius, một người mà gần như không có thông tin gì về ông được biết đến ngoại trừ việc ông cũng đã tài trợ cho việc xây dựng Vương cung thánh đường Sant'Apollinare ở Classe trong khoảng thời gian tương tự. (Julius Argentarius có thể xuất hiện trong số các cận thần trên khảm Justinianus) Chi phí cuối cùng lên tới 26.000 solidi (vàng miếng).
Mái vòm ở trung tâm ứng dụng một kỹ thuật phương Tây dùng các ống rỗng chèn vào nhau chứ không dùng gạch. Những lối đi lại xung quanh và hành lang mới chỉ được uốn vòm sau này trong thời Trung Cổ.
Những bức bích họa Baroque trên mái vòm đã được vẽ giữa các năm 1778 và 1782 bởi các họa sĩ S. Barozzi, U. Gandolfi và E. Guarana.

## Kiến trúc
Nhà thờ được thiết kế theo hình bát giác. Công trình này là một sự kết hợp giữa các yếu tố La Mã, bao gồm mái vòm, khuôn cửa và các tháp bậc thang; cùng với các yếu tố Byzantine như chỗ đặt bàn thờ (apse) hình đa giác cùng với các trụ chống tỳ thời kỳ đầu. Nhà thờ này nổi tiếng là qua khảm Byzantine lớn nhất và được bảo tồn tốt nhất ở bên ngoài Constantinopolis. Nhà thờ này cực kỳ quan trọng trong nghệ thuật Byzantine, vì nó là nhà thờ lớn duy nhất từ thời của Hoàng đế Justinianus I còn tồn tại hầu như nguyên vẹn cho đến ngày nay. Hơn nữa, nó được cho là phản ánh kiểu thiết kế phòng tiếp kiến trong cung điện Hoàng gia Đông La Mã, căn phòng mà ngày nay không có gì của còn sót lại. Tháp chuông của nhà thờ gồm có bốn chuông. Theo truyền thuyết, nhà thờ được dựng lên tại nơi Thánh Vitalis tử đạo. Tuy nhiên, đã có một số nhầm lẫn về việc đây là Thánh Vitalis của Milan hay là một vị Thánh khác có cùng tên gọi là Thánh Vitale.

## Tranh khảm
Cũng giống như nhiều công trình được xây dựng trong thời Hậu Cổ đại, nhà thờ San Vitale được biết đến nhờ sự đa dạng của những tranh khảm được trang trí bên trong nhà thờ. Tranh khảm ở đây được chia ra thành tranh khảm tường và tranh khảm nền. Khu vực trung tâm được bao quanh bởi hai lối đi quanh bàn thờ (ambulatory) chồng lên nhau. Lối trên chỉ dành cho phụ nữ đã kết hôn. Một loạt tranh khảm ở các cửa hình bán nguyệt nhỏ nằm trên đỉnh bao lơn (Triforium) thể hiện những hiến sinh trong Cựu ước: câu chuyện của Abraham và Melchizedek và sự hiến dâng Isaac, những câu chuyện về Moses và bụi gai cháy, Jeremiah và Isaiah, đại diện của mười hai chi tộc Israel và câu chuyện của Abel và Cain. Ở trên đỉnh của mỗi cửa số bán nguyệt này đều có hình vẽ một cặp thiên thần, tay cầm một huy chương với cây thánh giá. Trên bức tường phía các góc, cạnh thanh song cửa, có khảm vẽ hình Tứ Thánh Phúc Âm mặc áo trắng, đứng dưới những biểu tượng của họ (thiên thần, sư tử, bò và đại bàng). Đặc biệt, hình ảnh con sư tử đáng được để chú ý vì cách thể hiện sự hung hãn của nó.

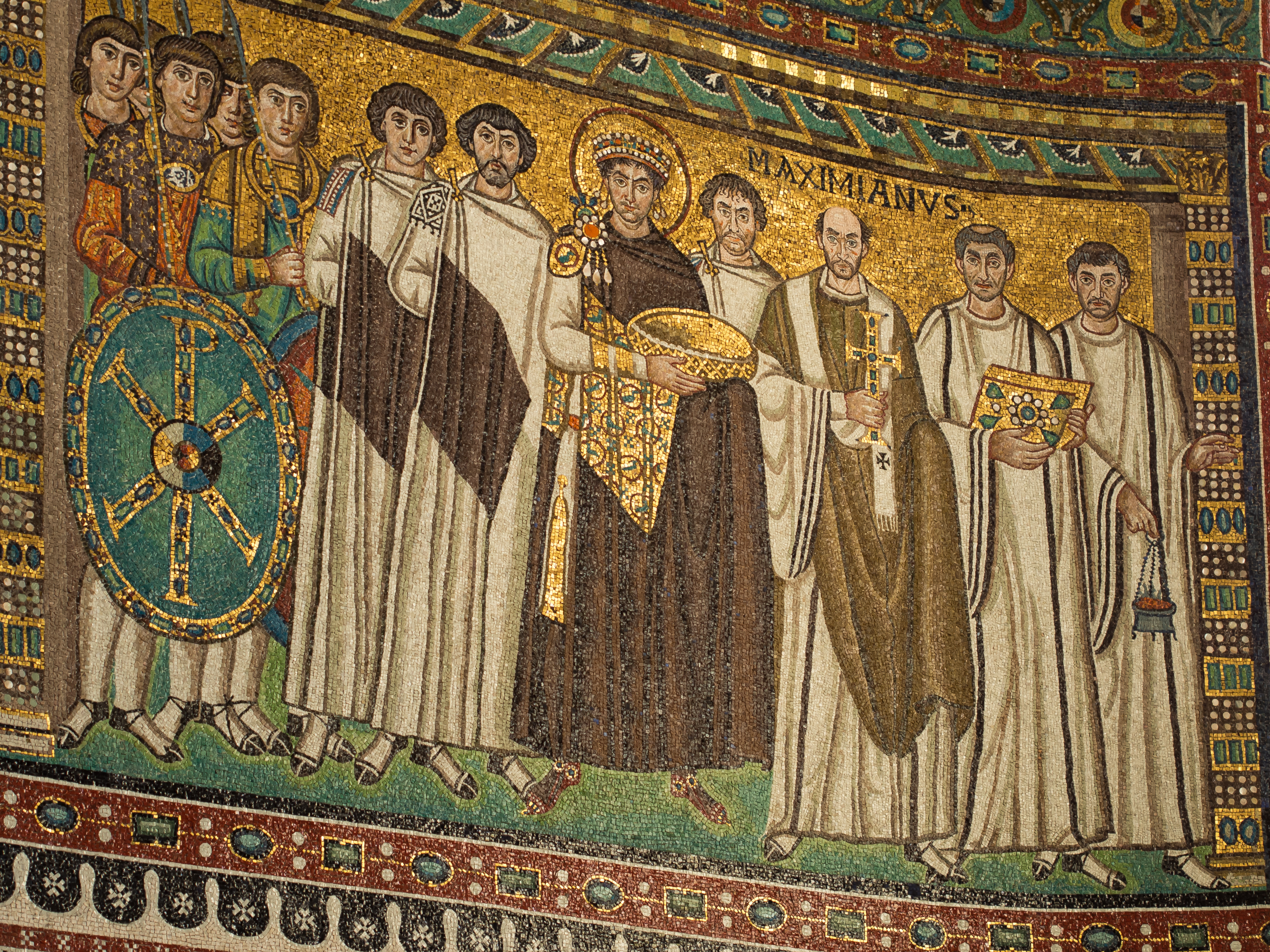
Hoàng đế Justinianus I và Giám mục Maximianô cùng đám cận thần
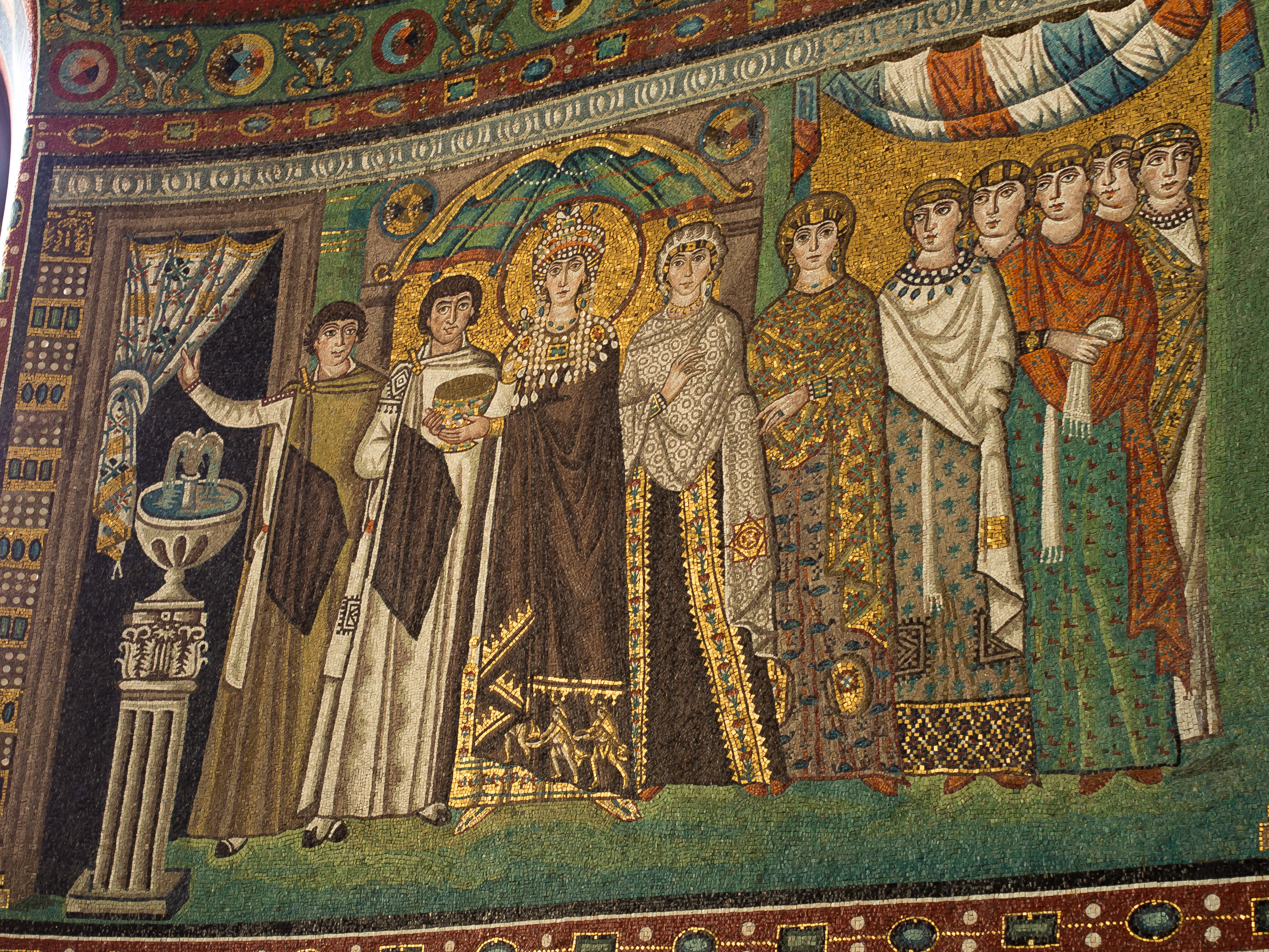
Hoàng hậu Theodora cùng tuỳ tùng
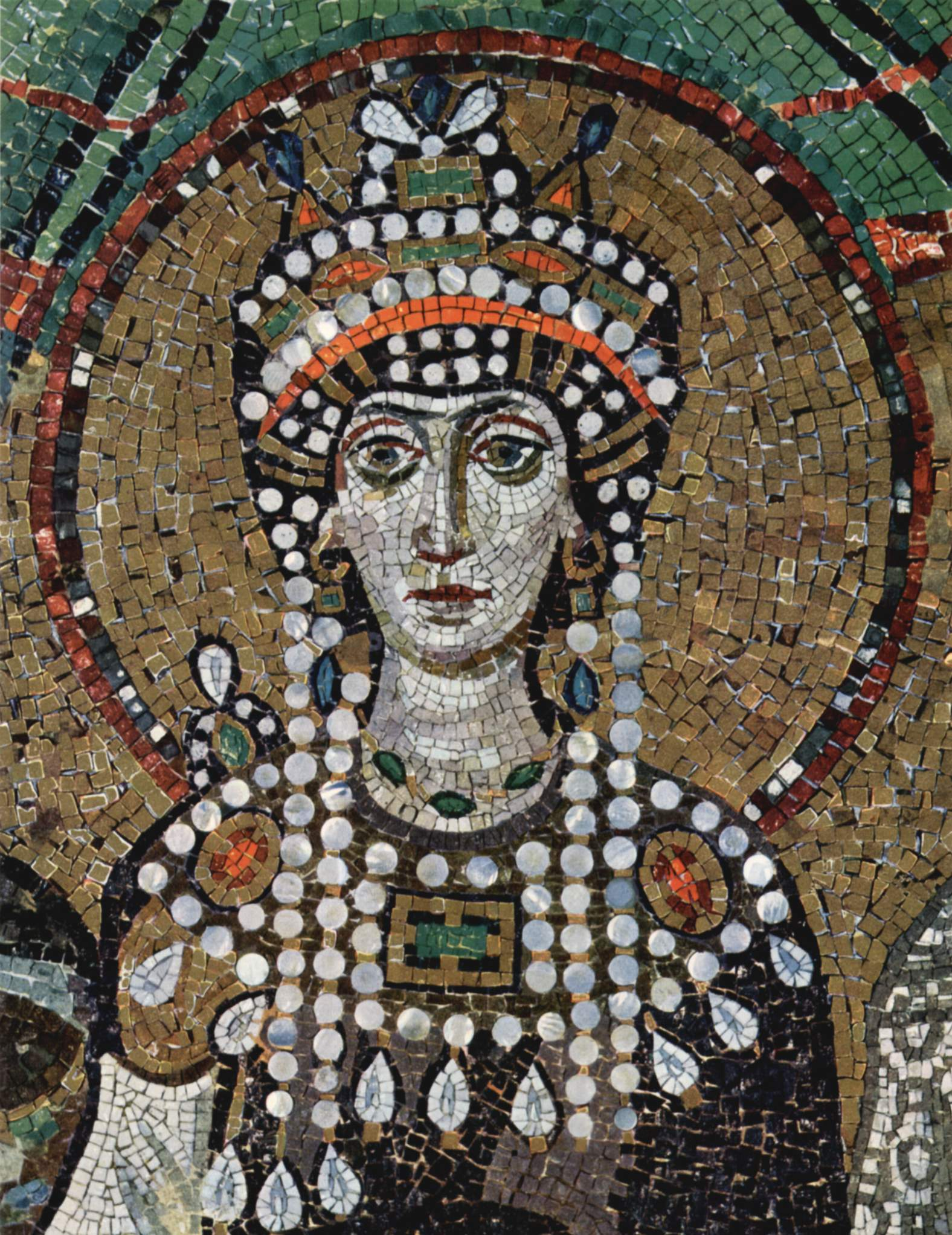
Hoàng hậu Theodora (chi tiết)
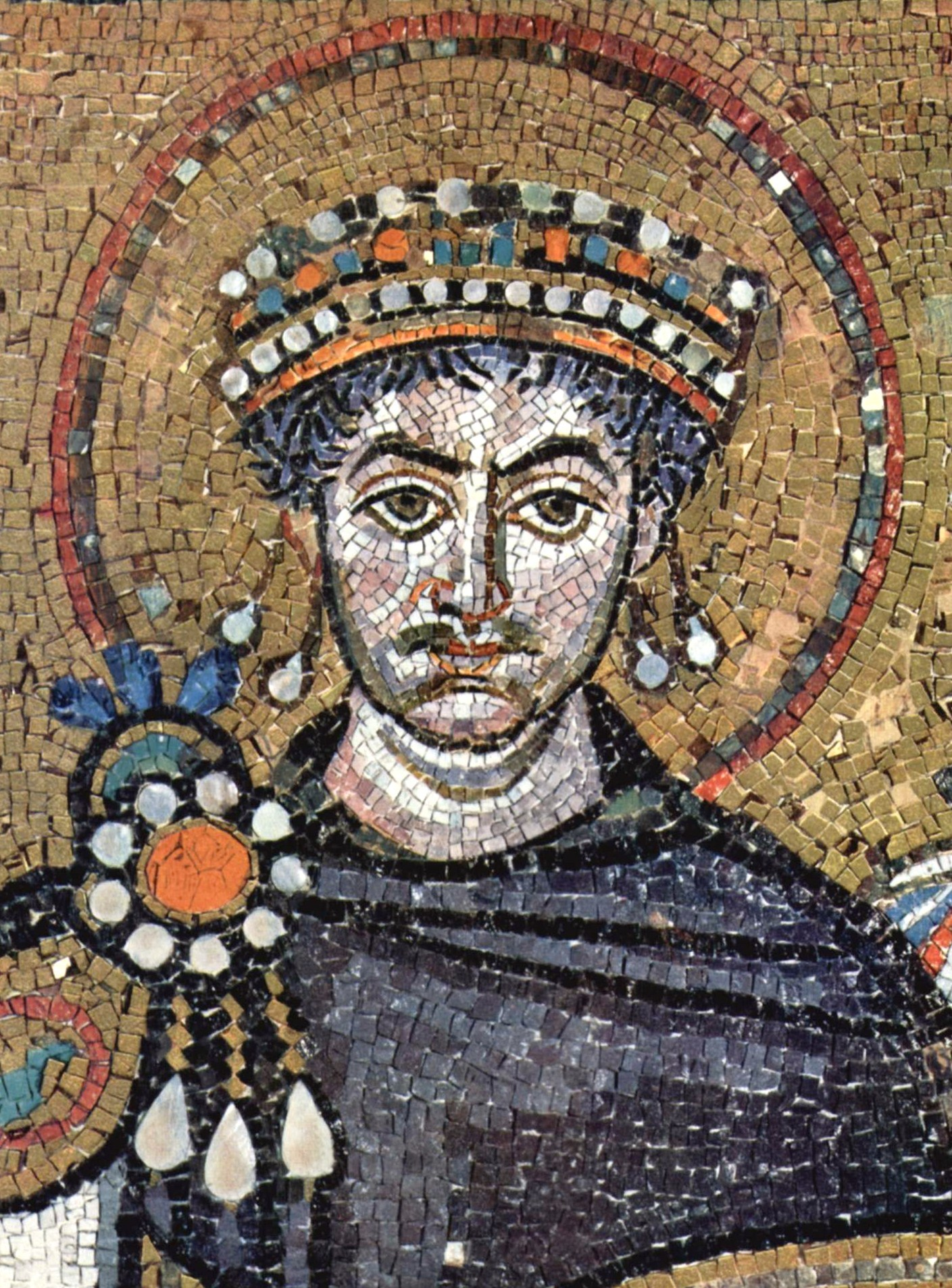
Hoàng đế Justinianus (chi tiết)
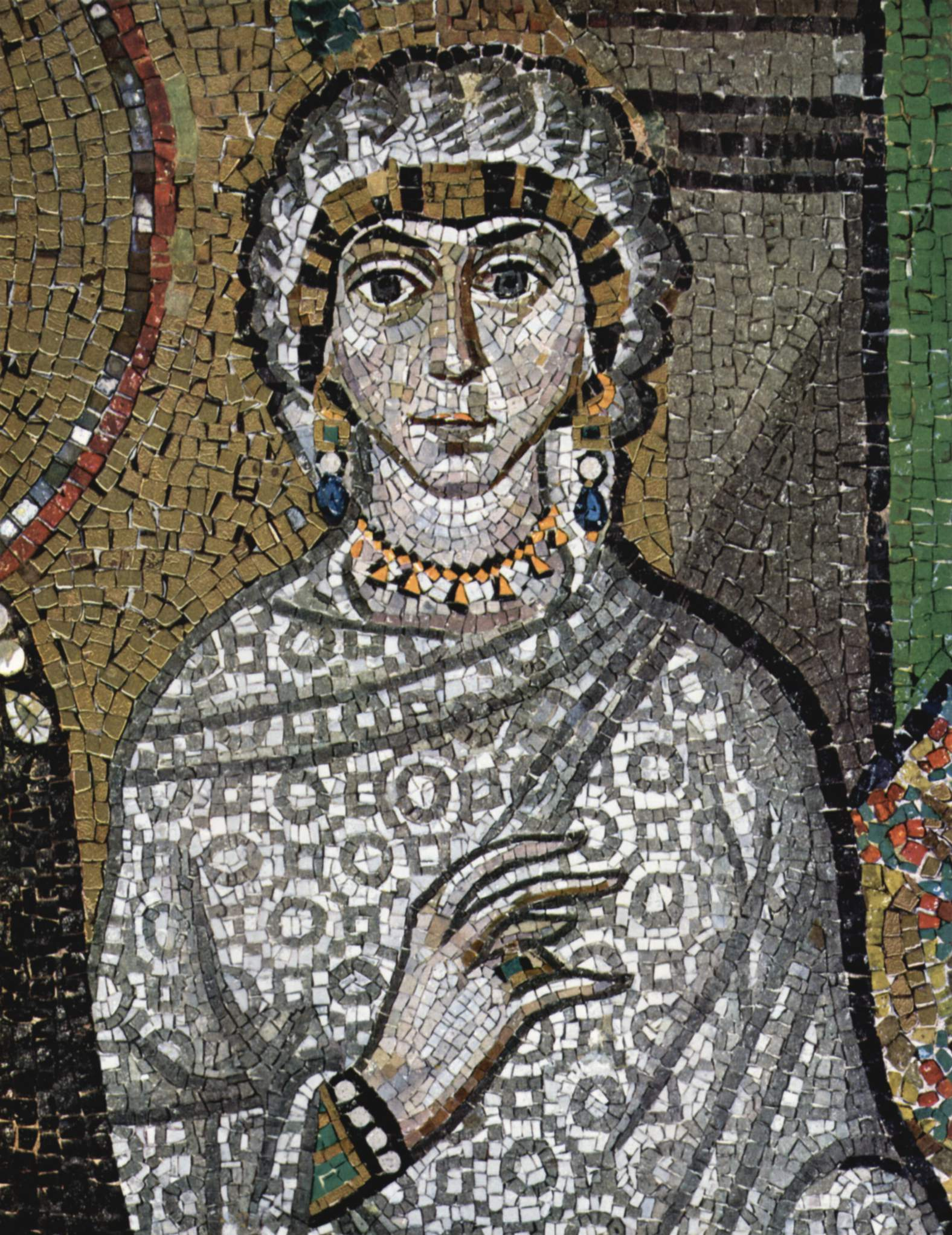
Cung nữ (chi tiết)
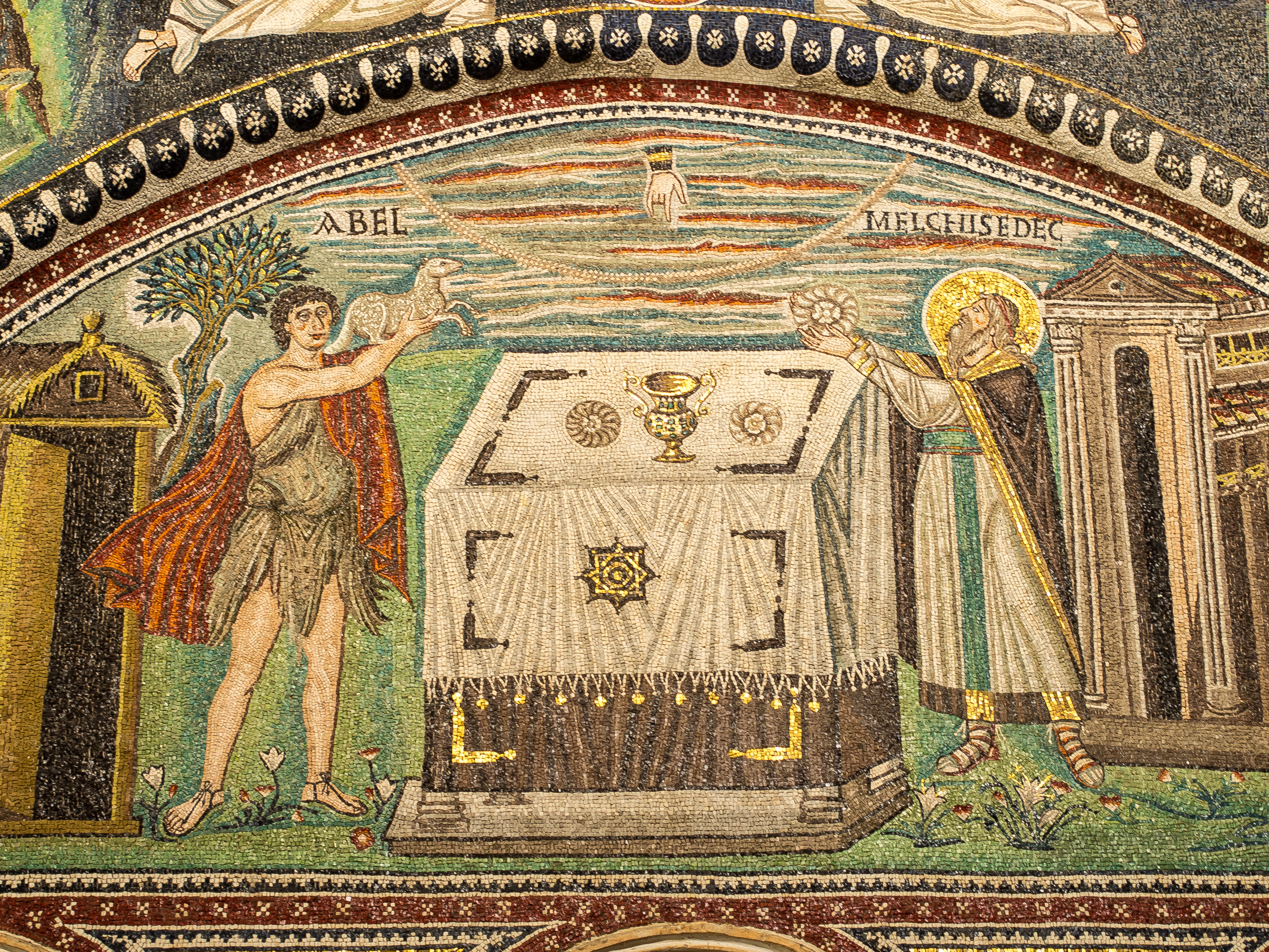
Abel và Melchizedek
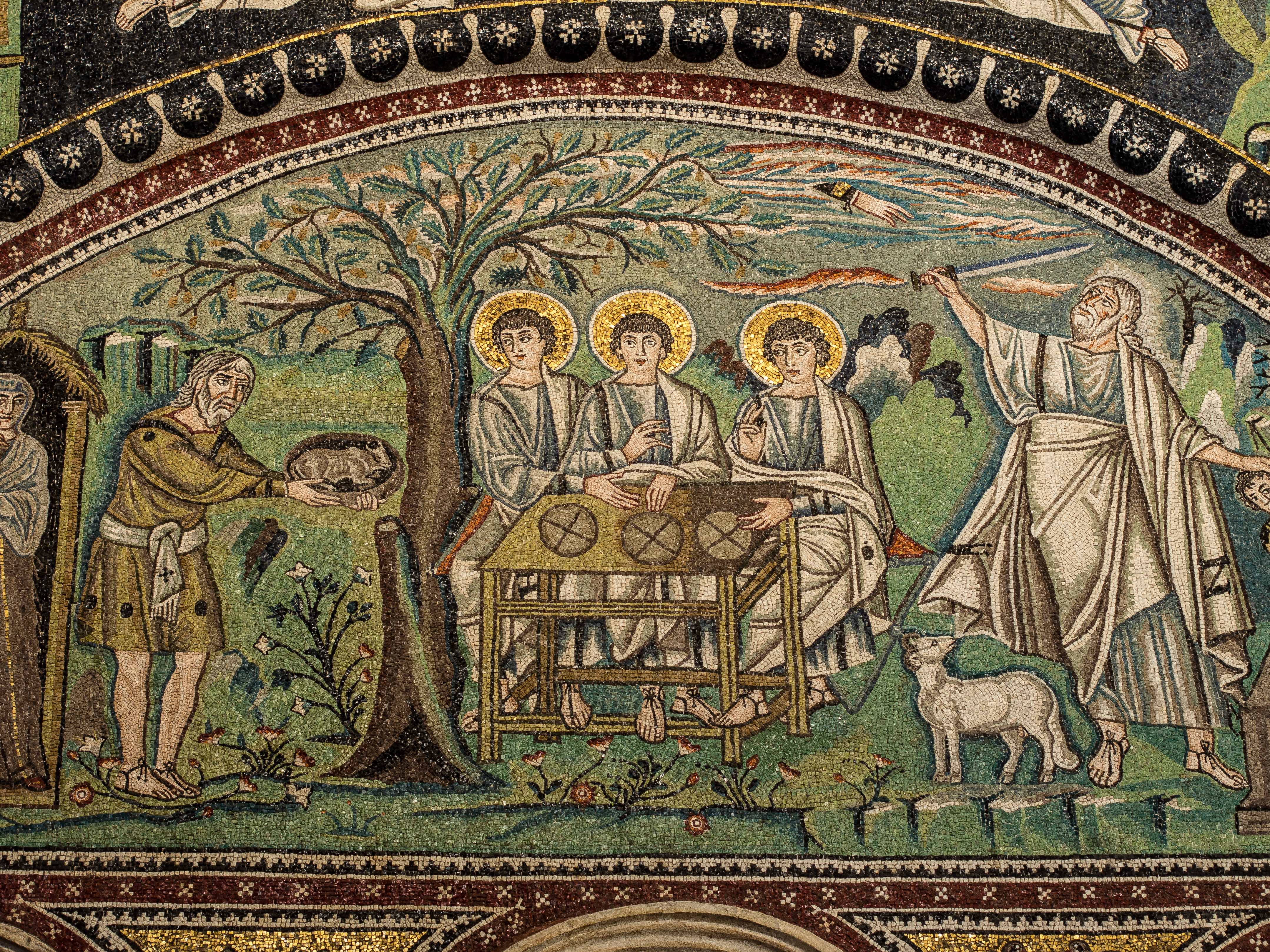
Abraham hiến tế Isaac
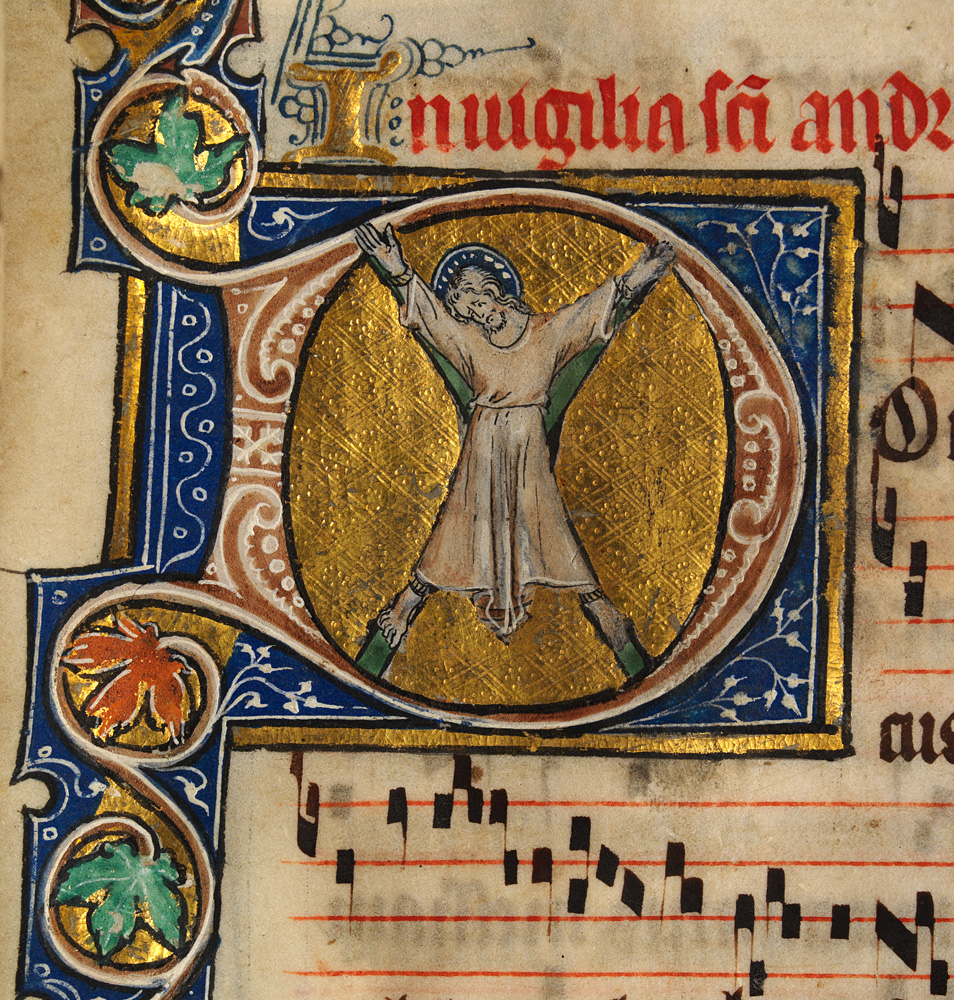
Thánh An-rê bị buộc trên thập tự giá có hình chữ X